# Solmissus marshalli
Solmissus marshalli is een hydroïdpoliep uit de familie Cuninidae. De poliep komt uit het geslacht Solmissus. Solmissus marshalli werd in 1902 voor het eerst wetenschappelijk beschreven door Agassiz & Mayer. 